# Tata Revotron
Tata Revotron — 1,2-литровый трёхцилиндровый бензиновый двигатель внутреннего сгорания, выпускающийся с 2014 года индийской компанией Tata Motors.

## Описание
Первый двигатель семейства Revotron — четырёхцилиндровый, с турбонаддувом — был представлен в 2014 году на Bolt и Zest. Он развивает мощность 65 кВт (88 л. с.) при 5500 об/мин и крутящий момент 140 Н⋅м при 1500—4500 об/мин. Двигатель имеет несколько режимов движения для лучшей реакции дроссельной заслонки, интеллектуальный блок управления, топливную форсунку с восемью отверстиями, усиленный картер и каталитический нейтрализатор. В 2015 году на Tiago и Tigor был представлен 1,2-литровый трёхцилиндровый атмосферный двигатель. Он имел двойной верхний распредвал, приводимый в движение цепью газораспределительного механизма, изменяемые фазы газораспределения с функцией iEGR, масляный насос с переменным рабочим объёмом и 4 клапана на цилиндр с гидравлическим регулятором зазора. В 2017 году в производство был запущен турбодвигатель с интеркулером, впервые представленный на Tata Nexon. Он развивал мощность 81 кВт (110 л. с.) и крутящий момент 170 Н⋅м. В 2020 году мощность была увеличена до 88 кВт (120 л. с.).
В январе 2021 года двигатель Tata Revotron был представлен на Tata Altroz, где развивал мощность 81 кВт (110 л. с.) и крутящий момент 140 Н⋅м. В январе 2023 года на выставке Auto Expo был продемонстрирован спортивный автомобиль, получивший название Altroz Racer. Двигатель мощностью 88 кВт (120 л. с.) сочетался в паре с шестиступенчатой механической трансмиссией.
В январе 2022 года были анонсированы варианты двигателя Revotron на сжиженном природном газе. Двигатели развивают мощность 55 кВт (72,5 л. с.) и крутящий момент 95 Н⋅м и сочетаются в паре с пятиступенчатой механической трансмиссией. Впервые двигатели были представлены на Tata Tiago и Tata Tigor, а позже — на Tata Punch и Tata Altroz.

## Применения
- Tata Bolt (2014—2019)
- Tata Zest (2014—2019)
- Tata Tiago (2016 — настоящее время)
- Tata Tigor (2016 — настоящее время)
- Tata Altroz (2019 — настоящее время (атмосферный)/2021 — настоящее время (с турбонаддувом))
- Tata Nexon (2017—2020 (110 л. с. + турбонаддув)/2020 — настоящее время (120 л. с. + турбонаддув))
- Tata Punch (2021 — настоящее время)
- Tata Curvv (2024 — настоящее время)